# Piotr Rawicz
Pour les articles homonymes, voir Rawicz (homonymie).
Œuvres principales
Le Sang du ciel (1961)
Piotr Rawicz, né le 12 juillet 1919 à Léopol, alors en Galicie disputée entre la République populaire d'Ukraine occidentale et la Pologne (depuis 1945 dénommée Lviv et située en Ukraine) 
et mort le 21 mai 1982 en son domicile dans le 5e arrondissement de Paris, est un écrivain, journaliste, traducteur français d'origine juive galicienne,
surtout connu pour être l'auteur du premier roman écrit en français sur la Shoah: Le Sang du ciel.

## Biographie
« Pour lui, tout touchait à la métaphysique, même la dérision. »

— Elie Wiesel, Mémoires 2., p. 476
Rawicz naît cinq jours avant le cessez-feu de la guerre polono-ukrainienne (17 juillet 1919). Lwów, capitale de la Galicie, peuplée de Polonais, de Juifs et d'Ukrainiens, est devenu la capitale de l'éphémère République populaire d'Ukraine occidentale qui en 1923 finit par être incorporée à la Pologne. La famille de Rawicz est une famille juive aisée et plutôt assimilée : son père, avocat, est très actif dans les différentes organisations de la communauté juive de la ville. Piotr, le plus jeune d'une fratrie de trois enfants étudie le droit et les langues orientales à l'université de la ville. Il y fait la connaissance d'Anka qu'il épousera après la guerre.
En septembre 1939, à la suite du pacte germano-soviétique, Lwów est annexée par les Soviétiques: répressions et déportations contre les Polonais et les Juifs commencent alors. Après l'invasion allemande en juin 1941 et les pogroms de juillet, Rawicz et Anka décident de s'enfuir, évitant de peu d'être envoyés dans le ghetto établi le 8 novembre. 
Piotr et Anka parviennent à se cacher pendant un an mais Piotr finit par être arrêté durant une rafle à Zakopane. Torturé par la Gestapo il ne livre aucun nom. Il est alors déporté à Auschwitz, mais (grâce à de faux papiers d’identité, un faux certificat médical expliquant sa circoncision, et une parfaite maîtrise de l’allemand et de l’ukrainien) en tant que « prisonnier politique ukrainien chrétien ». Du coup, de son propre aveu, son expérience d'Auschwitz n'aura pas été « la pire possible », même si les nazis qui continuent à avoir des doutes, le mettent régulièrement à l'épreuve. Il peut néanmoins correspondre avec Anka, qui a réussi à se réfugier à Cracovie. Il reste deux ans à Auschwitz avant d'être transféré en 1944 au camp de Leitmeritz, près de Terezin. Il est libéré en mai 1945.
Après la guerre, Rawicz s'installe en Pologne. Il travaille comme journaliste et écrit aussi des poèmes.
Piotr et Anka Rawicz émigrent en France en 1947 pour étudier les langues orientales. Piotr Rawicz étudie l'hindi à l'École nationale des langues orientales vivantes, le sanskrit à la Sorbonne. Il étudie et parle de nombreuses langues, ce qui lui permet entre 1949 et 1953 d'être correspondant français de plusieurs journaux étrangers. Mais cela ne suffit pas à subvenir à ses besoins. Il est obligé de vivre de petits boulots comme chauffeur, traducteur.
En 1961, il publie chez Gallimard Le Sang du ciel, son seul roman, rédigé en français, basé en partie sur son expérience concentrationnaire, et considéré comme le premier roman sur la Shoah en langue française alors que le témoignage de Krystyna Źywulska "J'ai survécu à Auschwitz" a été publié en français en 1957 déjà. Le livre connait un succès immédiat en France. Il est traduit en treize langues et obtient aussi un grand succès en Israël, puis au Royaume-Uni et aux États-Unis. En 1962, il reçoit le Prix Rivarol (récompensant le meilleur livre écrit en français par un étranger). Ce succès ouvre à Rawicz les portes du monde littéraire. Il devient critique littéraire et écrit pour le quotidien Le Monde des articles sur les écrivains slaves comme Adolf Rudnicki ou Danilo Kiš. Il est un des premiers à faire connaître l'œuvre d'Alexandre Soljénitsyne qu'il présente dans Italiques.
Parmi ses amis, se trouvent Elie Wiesel, Julio Cortazar, Eugene Ionesco, Emil Cioran, André Schwartz-Bart, Hélène Cixous et Jerzy Kosinski.
Il est naturalisé français en 1966.

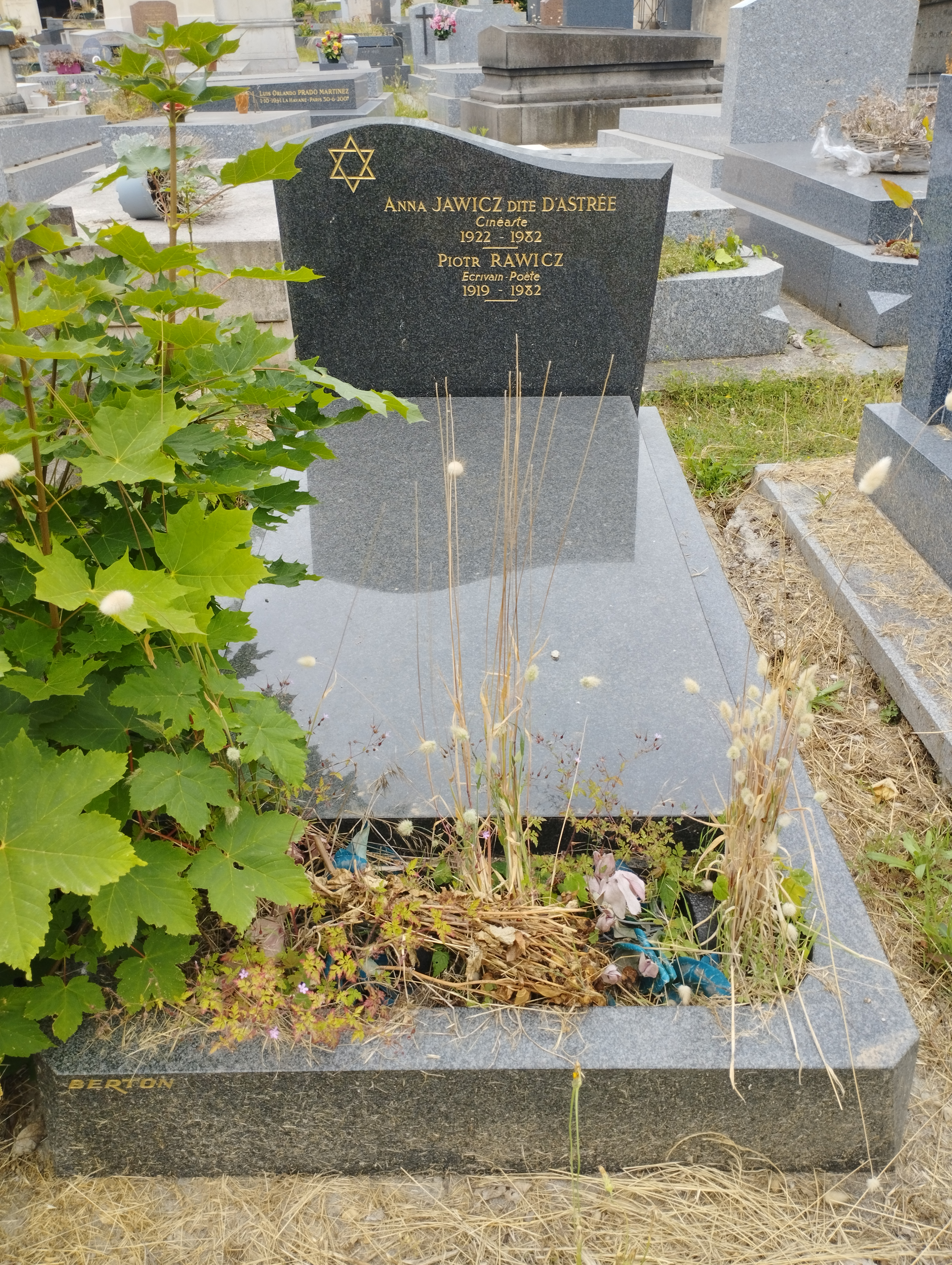
Tombe d'Anna Jawicz d'Astrée et Piotr Rawicz au cimetière du Montparnasse (division 2).

Son passeport français lui permet de retourner en Pologne, de retourner à Auschwitz et de revoir son père qui a lui survécu à la Shoah en se réfugiant chez une maitresse à la montagne.
Son rejet des idées révolutionnaires de mai 68 lui inspire son second livre, Bloc-notes d’un contre-révolutionnaire, ou la Gueule de bois publié en 1969. Sa critique féroce de la gauche et de sa révolution romantique et naïve, provoque quelques inimitiés et le met quelque peu à l’écart de la scène littéraire parisienne.
Il se suicide en mai 1982, quelques mois après la mort de sa femme. Il laisse derrière lui de nombreux inédits (parmi lesquels un journal et des poèmes mystiques).
Il est inhumé au cimetière du Montparnasse (division 2).

## Œuvres
- Le Sang du ciel, Éditions Gallimard, 1961, traduction polonaise Krew nieba par Andrzej Socha, Cracovie, 2003.
- Bloc-notes d’un contre-révolutionnaire, ou la Gueule de bois, Gallimard, 1969
- « Préface », dans Vassyl Barka, Le Prince jaune, Paris, Gallimard, 1981, p. I-XXI.
- « Préface », dans Danilo Kiš, Sablier, Paris, Gallimard, 1982, p. I-XIII.
- « Préface », dans Andrzej Kusniewicz, Le Roi des Deux-Siciles, Paris, Albin Michel (ISBN 2226004858)
- « Préface », dans Adolf Rudnicki, Le Lion du Saint Sabbath, Paris, Gallimard, 1979
- « Préface », dans Ephraïm Evelevič Sevela, Légendes de la rue des Invalides (suivi de) Le Chemin du bonheur  (trad. François Cornillot), Paris, Albin Michel, 1976
- Médicis: Elie Wiesel, un enfant de genocide, Le Monde, 26. novembre 1968, p. 28

## Distinctions
- Prix Rivarol (1962)